# Кошта, Жилсон
Жилсон Сикейра да Кошта (порт. Gilson Sequeira da Costa; 24 сентября 1996, Сан-Томе, Сан-Томе и Принсипи) — португальский футболист, полузащитник.

## Карьера
В сентябре 2020 года перешёл в кипрский клуб «Докса» Катокопиас.
В июле 2021 года стал игроком оманского клуба «Аль-Нахда».
В августа 2022 года подписал контракт с клубом «Аксу».

## Клубная статистика
| Игровая карьера | Игровая карьера    | Игровая карьера | Лига | Лига | Кубок | Кубок | Межд. | Межд. | Др. | Др. |
| --------------- | ------------------ | --------------- | ---- | ---- | ----- | ----- | ----- | ----- | --- | --- |
| 2016/17         | Арока              | А               | 2    | 0    | —     | —     | —     | —     | —   | —   |
| 2017/18         | Боавишта           | А               | 3    | 0    | —     | —     | —     | —     | —   | —   |
| 2018/19         | Эшторил-Прая       | Б               | —    | —    | —     | —     | —     | —     | —   | —   |
| 2020/21         | Докса (Катокопиас) | А               | 18   | —    | —     | —     | —     | —     | —   | —   |
| 2022            | Аксу               | А               | —    | —    | —     | —     | —     | —     | —   | —   |